# چارلز آنتنن
چارلز آنتنن (انگلیسی: Charles Antenen; ۳ نوامبر ۱۹۲۹ – ۲۰ مهٔ ۲۰۰۰) بازیکن فوتبال اهل سوئیس بود.
وی عضو تیم ملی فوتبال سوئیس در جام جهانی فوتبال ۱۹۵۰، ۱۹۵۴ و ۱۹۶۲ بوده‌است.